# توم كارلتون
توم كارلتون (بالإنجليزية: Tom Carlton)‏ (7 ديسمبر 1890 في أستراليا - 17 ديسمبر 1973 في أستراليا) هو لاعب كريكت نيوزلندي وأسترالي. لعب مع فريق فكتوريا للكريكت وفريق جنوب أستراليا للكريكت ‏ وفريق كانتربري للكريكت ‏ وفريق أوتاغو للكريكت ‏.

## وصلات خارجية
- توم كارلتون على موقع إي آس بي آن كريك إنفو (الإنجليزية)